# Reserva dinámica
La reserva dinámica, en el contexto de la teoría del Balance Energético Dinámico, se refiere al conjunto de metabolitos (principalmente polímeros y lípidos) que un organismo puede usar para fines metabólicos. Sin embargo, estos compuestos químicos pueden tener funciones metabólicas activas. No son solo "apartados para su uso posterior". La reserva difiere de la estructura en primer lugar por su dinámica. La reserva tiene una rotación implícita, porque se sintetiza a partir de los alimentos (u otros sustratos en el medio ambiente) y se utiliza mediante procesos metabólicos que ocurren en las células. La rotación de la estructura depende del mantenimiento de un organismo. No se requiere mantenimiento para la reserva. Un huevo recién puesto consiste casi exclusivamente en reserva, y apenas respira. Los compuestos químicos en la reserva tienen la misma rotación, mientras que en la estructura pueden tener una rotación diferente, por lo que depende del compuesto. 

## Funcionalidad
Las reservas se sintetizan a partir de sustratos ambientales (alimentos) para su uso por el metabolismo con el propósito de mantenimiento somático (incluyendo recambio de proteínas, mantenimiento de gradientes de concentración a través de membranas, actividad y otros tipos de trabajo), crecimiento (aumento de masa estructural), mantenimiento de madurez (instalación de sistemas de regulación, preparación para la reproducción, mantenimiento de sistemas de defensa, como el sistema inmune), maduración (aumento del estado de madurez) y reproducción. Esta posición organizativa de reserva crea un entorno químico interno bastante constante, con solo un acoplamiento indirecto con el entorno extraorganismal. Las reservas y la estructura se consideran compuestos generalizados, es decir, mezclas de una gran cantidad de compuestos, que no cambian de composición. El último requisito se llama suposición de homeostasis fuerte. Los polímeros (carbohidratos, proteínas, ARN ribosómico) y los lípidos forman la mayor parte de las reservas y de la estructura.
Algunas razones para incluir la reserva son para dar una explicación de:
1. la memoria metabólica Los cambios en la disponibilidad de alimentos (sustrato) afectan la producción (crecimiento o reproducción) con cierto retraso. El crecimiento continúa durante algún tiempo durante el hambre; el desarrollo embrionario es alimentado por las reservas
2. La composición de la biomasa depende de la tasa de crecimiento. Con dos componentes (reservas y estructura) se pueden capturar cambios particulares en la composición. Los cambios más complejos requieren varias reservas, como se requiere para los autótrofos.
3. La escala del tamaño del cuerpo de los parámetros de la historia de vida. La tasa de respiración específica disminuye con el tamaño corporal (máximo) entre especies porque las especies de cuerpo grande tienen relativamente más reserva. Muchos otros parámetros de la historia de vida se relacionan directa o indirectamente con la respiración.
4. Los patrones de respiración observados, que reflejan el uso de energía. Los huevos recién puestos apenas respiran, pero sus frecuencias respiratorias aumentan durante el desarrollo, mientras que el peso del huevo disminuye. Sin embargo, después de la eclosión, la tasa de respiración aumenta aún más, mientras que el peso ahora también aumenta
5. Todos los flujos de masa son combinaciones lineales de asimilación, disipación y crecimiento. Si se omiten las reservas, no hay suficiente flexibilidad para capturar la formación del producto y explicar la calorimetría indirecta.